# Джонс, Маркус Юджин
Маркус Юджин Джонс (англ. Marcus Eugene Jones, 1852—1934) — американский геолог, горный инженер и ботаник.

## Биография
Родился 25 апреля 1852 года в небольшом городе Джефферсон штата Огайо. Большую часть жизни Джоунс прожил в городе Солт-Лейк-Сити в штате Юта.
Маркус Юджин Джонс описал множество ранее неизвестных науке растений с запада США. Среди его известных научных работ — книга Revision of North-American Species of Astragalus, изданная в 1923 году, посвящённая видам рода Астрагал, произрастающим в Северной Америке.
Умер 3 июня 1934 года в Сан-Бернардино.